# 서커스 크레이지
서커스 크레이지는 대한민국의 4인조 음악 그룹이다.

## 구성원

### 키조
- 본명 김종효
- 1992년 6월 5일 대한민국 부산 출생
- 2013년 데뷔
- 前 LC9 멤버

### 케빈
- 본명 임대헌
- 1986년 1월 23일 미국 로스엔젤레스 출생
- 열혈남아 5위

### 대한
- 본명 오대한
- 1988년 3월 6일 대한민국 경기도 용인 출생
- 여주대학교 실용음악과

### 민규
- 본명 고민규
- 前 댄서

### 딩고
- 본명 동우석
- 1993년 4월 3일 대한민국 전라북도 전주 출생
- 2013년 데뷔
- 프롬마스 멤버
- 前 LC9 멤버
- 前 서커스 크레이지 멤버
- 슈퍼스타K 2016 Top7(7위)

## 음반
- CIRCUS CRAZY (2016)
- 봄의 거짓말 (2017)

## 방송
- 비터스윗러브 시즌1 - 봄의 거짓말 (2017)